# Veliki Trnovac
Modèle:Infobox Ville de albania
Veliki Trnovac (en serbe cyrillique : Велики Трновац ; en albanais : Tërnoci i Madh) est une localité de Serbie située dans la municipalité de Bujanovac, district de Pčinja. En 2002, elle comptait 6 762 habitants, dont une majorité d'Albanais.
En septembre 2011, l'assemblée des députés albanais de Preševo, Bujanovac et Medveđa a incité les Albanais de Serbie à boycotter le recensement prévu pour le mois d'octobre de cette année-là ; de ce fait, aucun chiffre de population n'a été communiqué pour les localités de la municipalité de Bujanovac.

## Démographie

### Évolution historique de la population
| 1948  | 1953  | 1961  | 1971  | 1981  | 1991  | 2002  |
| ----- | ----- | ----- | ----- | ----- | ----- | ----- |
| 3 887 | 4 378 | 4 952 | 5 598 | 6 336 | 5 896 | 6 762 |

|  |

En 2012, la population de Veliki Trnovac était estimée à 6 505 habitants.